# 에르하르트 밀히
에르하르트 밀히(독일어: Erhard Milch, 1892년 3월 30일 ~ 1972년 1월 25일)는 독일의 공군 군인이다. 제1차 세계 대전 이후 독일의 공군력 재건 및 제2차 세계 대전 당시 국방군 공군의 항공기 생산을 책임졌다. 밀히의 무능은 독일의 제공권 상실에 기여했다. 1947년 미군 군사법정에서 진행된 밀히 재판에서 전쟁범죄 유죄를 선고받고 복역했다.

## 어린 시절
밀히는 니더작센 빌헬름스하펜에서 독일 제국해군에 복무한 유대계 약사 안톤 밀히(Anton Milch)와 클라라 페터(Clara Vetter) 사이의 아들로 태어났다. 유대 혈통 때문에 밀히는 1935년 제정된 뉘른베르크법에 따른 "1급 유대 잡종"으로 분류되었다. 괴링의 재촉에 히틀러는 밀히에게 독일 혈통 증명서를 발행해 주었고 나중에는 명예 아리아인 칭호를 수여했다.

## 제1차 세계 대전
밀히는 1910년 독일 제국 육군에 징집되어 포병 소위로 임관했다. 이후 독일 제국 항공대로 전속하여 항공 관측사 훈련을 받았다. 전세가 기울었을 즈음 밀히는 제6전투집단(Jagdgruppe 6)에 대위로 배속되었으나 비행사는 아니었다.

## 전간기
밀히는 1920년 군에서 제대하고 민간항공 일을 했다. 군대 동기였던 고타르트 작센베르크와 함께 단치히에서 소규모 항공사를 개업하고 북독일 로이트의 독일 지역항공사 연맹에 가맹했다. 밀히의 항공사는 단치히와 발트 3국을 연결했다. 1923년 밀히는 회사의 상무이사가 되었다. 이후 밀히와 작센베르크는 경쟁사 융커스 루프트페르커(Junkers Luftverkehr)와 협업을 하였고, 1925년 밀히는 융커스 루프트베르커의 상무이사에도 취임한다. 그리고 1925년 도이치 루프트 한자(오늘날의 루프트한자의 전신)의 초대 상무이사가 되었다.
밀히는 1929년 4월 1일 나치당에 입당(당원 번호 123885)했다. 그러나 히틀러가 정치적 이유에서 그 사실을 숨기는 것이 바람직하다고 판단했기 때문에 나치가 권력을 장악한 이후인 1933년 3월에야 정식 당원으로 인정되었다.
1933년 밀히는 새로이 설립된 국가항공부의 서기관직을 맡아 헤르만 괴링의 직속 측근이 되었다. 이때 밀히는 공군 재건에 중요한 역할을 했다. 밀히는 군비 생산에도 참여했는데, 얼마 뒤 에른스트 우데트가 군용 항공기 생산 계약을 맺고 다닐 때 밀히는 자신의 직위를 후고 융커스, 빌리 메서슈미트 등 사적으로 악감정이 있는 항공기 제작자들에게 보복하는 데 사용했다. 밀히는 특히 메서슈미트를 싫어해서 메서슈미트가 공군의 신형 전투기 설계안 모집에 참여하지 못하게 금지했다. 메서슈미트는 금지를 회피하여 설계안을 제출했고, 메서슈미트가 설계한 바이에른 항공기(Bayerische Flugzeugwerke) 사(社)의 설계안이 채택되었다. 이것이 2차대전 때 독일 공군의 주력기로 사용되는 Bf 109였다. 메서슈미트는 Me 210이 실패하기 전까지 독일 항공기 제작에서 선도적 위치를 유지했다. 그러나 밀히는 메서슈미트를 자르지는 못했지만 그 뒤로도 그에게 하급 직책만을 맡겼다.

## 제2차 세계 대전

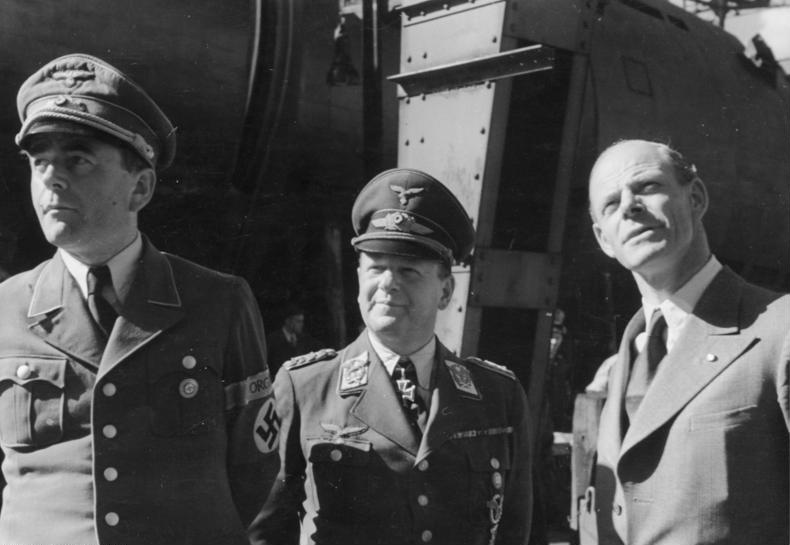
밀히(중앙)와 알베르트 슈페어(왼쪽), 빌리 메서슈미트(오른쪽)

제2차 세계 대전이 발발하자 대장으로 승진한 밀히는 노르웨이를 침공하는 베저위붕 작전 당시 제5항공함대 사령관이 되었다. 프랑스가 패망한 뒤 밀히는 원수로 승진했고 1940년 공군총감 직위를 수여받으면서 항공기 생산을 책임지게 되었다. 밀히의 장기적 전략 부재와 분열적인 독일군 명령체계는 독일 공군의 작전 및 기술 능력에 많은 실수를 초래했고, 이는 독일이 시간이 갈수록 점점 제공권을 상실하게 되는 원인이 되었다.
밀히는 작전소요에 빈번한 변경을 주문했고 때로는 그 변경들이 서로 충돌하기도 했다. 때문에 항공기 사양에는 숱한 변경점들이 추가되었고 메서슈미트 등 제작자들은 항공기 형식과 생산 결과물에 전면적 집중을 할 수가 없었다. 독일은 생산력을 전시체제로 전환하는 데 실패했고, 계속 공장을 하루 8시간만 가동했으며, 여성 노동력을 활용하지도 못했다. 그로 인해 독일의 항공기 생산량 증가폭이 미미했던 반면 연합군의 항공기 생산량은 가파르게 급증했다. 특히 소련은 1942년에서 1943년 사이에 독일을 추월했다.
결국 1943년 8월 10일, 밀히는 독일이 영국을 공습할 수 있는 4발엔진 중폭격기를 생산할 능력이 없음을 인정했다. 그는 아라도 사에게 쌍발 폭격기인 하인켈 He 177B를 개조한 중폭격기를 개발하는 하청을 맡겼지만 1944년 초까지 생산된 비행 가능한 프로토타입은 고작 3기 뿐이었다. 1944년 밀히는 대중계몽선전부 장관 요제프 괴벨스, 친위대장관 하인리히 힘러와 접촉해 아돌프 히틀러에게 공군총수 괴링을 소련 침공 실패의 책임을 물어 해임할 것을 설득하려고 시도했다. 히틀러가 거부하자 괴링은 밀히를 쫓아내는 것으로 앙갚음했고, 이후 전쟁이 끝날 때까지 밀히는 알베르트 슈페어 밑에서 일했다.
히틀러가 자살한 뒤 밀히는 독일을 탈출하려 했으나 1945년 5월 4일 발트해 해안에서 연합군에게 체포되었다. 항복하면서 밀히는 영국군 코만도 준장 데릭 밀스로버츠에게 자신의 원수장을 넘겨주었는데, 이미 베르겐-벨젠 강제 수용소에서 나치의 만행을 확인하고 왔던 밀스로버츠는 역겨움을 못 이기고 원수장으로 밀히의 머리를 후려쳐 원수장을 부러뜨렸다.

## 전범재판
1947년 밀히는 미군에 의해 뉘른베르크에서 전쟁범죄로 기소된다(뉘른베르크 계속재판 중 하나인 밀히 재판). 기소 항목은 두 가지였다.
1. 전쟁범죄: 전쟁포로를 학대하고 강제 노동에 동원했으며 민간인의 강제이주에 참여한 죄.
2. 인도에 반한 죄: 독일이 점령한 지역의 민간인들, 독일인들, 전쟁포로들에 대한 살인, 절멸, 노예화, 추방, 구금, 고문, 노예노동에 참여한 죄.

밀히는 란츠베르크 교도소에서 종신형을 선고받았다. 1951년 15년형으로 감형되었으나 1954년 6월 석방되었다. 이후 여생을 뒤셀도르프에서 살다가 1972년 죽었다.